# Helina pyrrhopyga
Helina pyrrhopyga este o specie de muște din genul Helina, familia Muscidae, descrisă de Adrian C. Pont în anul 1975. Conform Catalogue of Life specia Helina pyrrhopyga nu are subspecii cunoscute.